# صبير سميك الساق
صبير سميك الساق (الاسم العلمي:Opuntia pachypus) هو نوع من النباتات يتبع جنس الصبير من الفصيلة الصبارية.